# NGC 4620
NGC 4620 је лентикуларна галаксија у сазвежђу Девица која се налази на NGC листи објеката дубоког неба.
Деклинација објекта је + 12° 56' 36" а ректасцензија 12h 41m 59,3s. Привидна величина (магнитуда) објекта NGC 4620 износи 12,2 а фотографска магнитуда 13,2. Налази се на удаљености од 21,3000 милиона парсека од Сунца. NGC 4620 је још познат и под ознакама UGC 7859, MCG 2-32-182, CGCG 70-224, VCC 1902, NPM1G +13.0317, PGC 42619.